# Castillo de Jimena de la Frontera

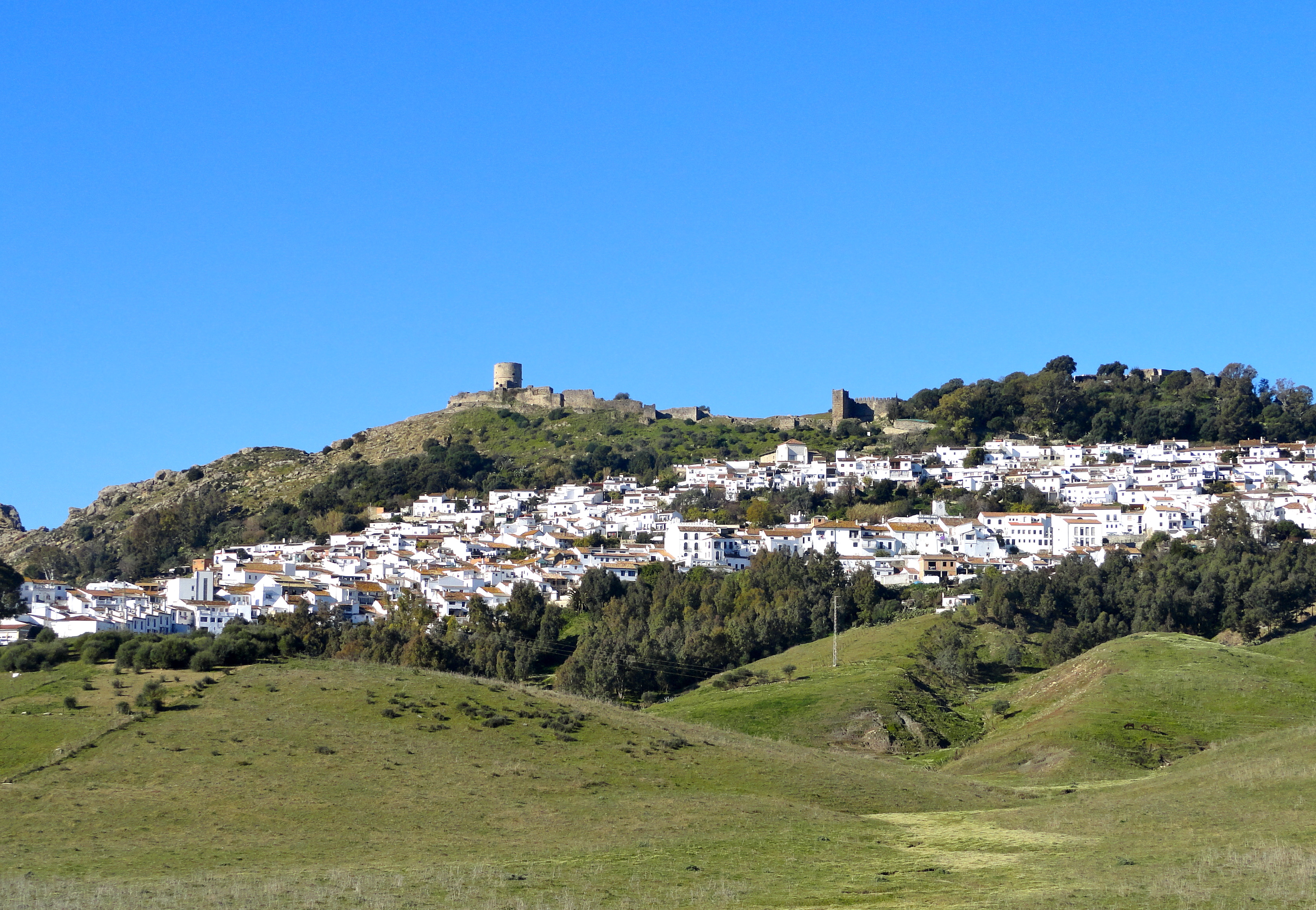
Lage der Burg oberhalb des Dorfes

Das Castillo de Jimena de la Frontera war eine mittelalterliche arabische Burganlage bei Jimena de la Frontera in der Provinz Cádiz in Spanien. Das Castillo ist seit 1931 als Bien de Interés Cultural klassifiziert. Die Ruinen können besichtigt werden.

## Geschichte
Die Anlage wurde im 8. Jahrhundert als Wachposten im damaligen Grenzgebiet über den Ruinen eines Vorgängerbaus aus der alten römischen Stadt Oba aus dem 5. Jahrhundert errichtet.
Die Anlage wurde 1430 durch Jerez de la Frontera eingenommen und 1454 von den Arabern zurückerobert. 1456 wurde das Castillo de Jimena durch christliche Truppen unter Heinrich IV. erobert. 1471 kaufte es Enrique de Guzmán, Herzog von Medina-Sidonia.

## Bau
Die gesamte Anlage ist von einer unregelmäßigen an das Gelände angepassten Mauer umgeben, die mit Wachtürmen versehen war. Auffallend ist der sogenannte Torre do Relógio (Uhrenturm), der mit seinem Rundbogentor den Zugang bildet. In seinen Mauern wurden Steine aus römischen Ruinen verbaut.
Im westlichen Teil der Burg liegt das „Bad der Maurischen Königin“, ein Taufstein aus einer mozarabischen Kirche an dieser Stelle, der teilweise in den Felsen gehauen ist. In der Nähe wurden mehrere Grabnischen gefunden, die ebenfalls zu einer einfachen mozarabischen Kirche gehörten.
Die Hauptburg lag im südlichen Teil der Anlage. Sie wird dominiert durch den 13 Meter hohen befestigten runden Wohnturm, der nach der christlichen Rückeroberung erhöht wurde.
Die Zisternen im nördlichen Teil der Anlage stammen aus verschiedenen Epochen. Ganz im Norden liegt heute der Friedhof des Dorfes.

## Galerie

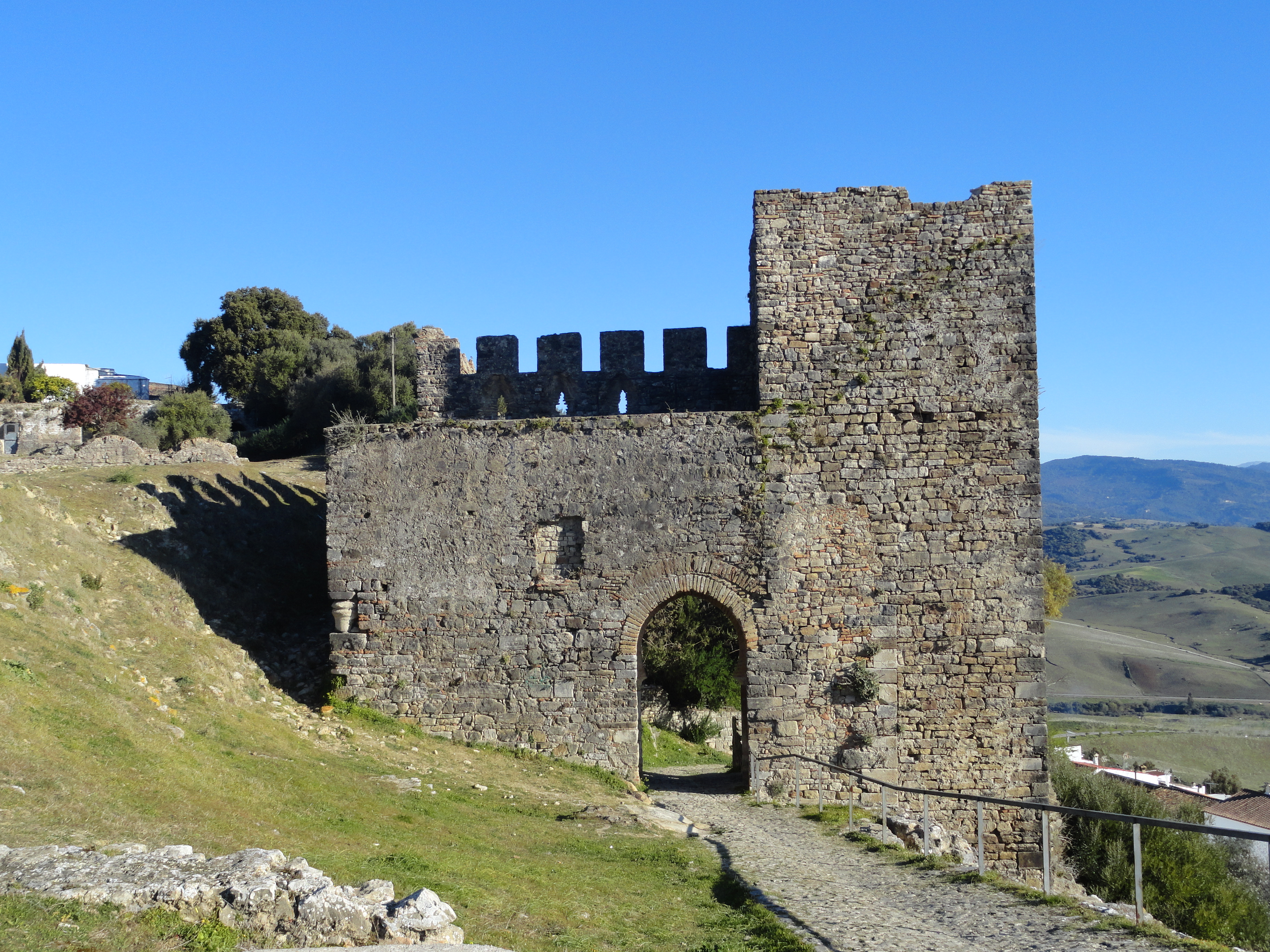
Eingangstor
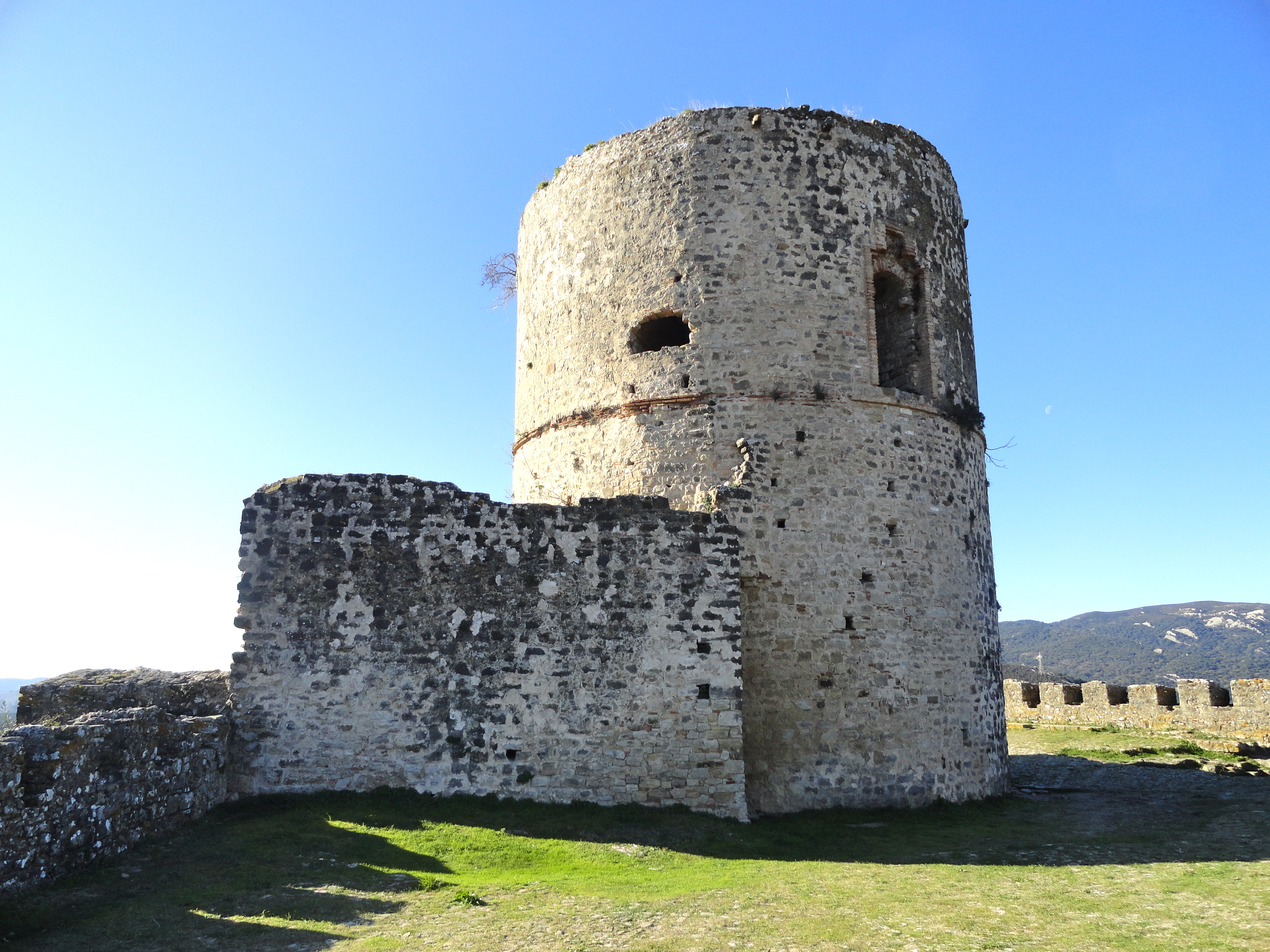
Wohn- und Wehrturm mit Hocheingang
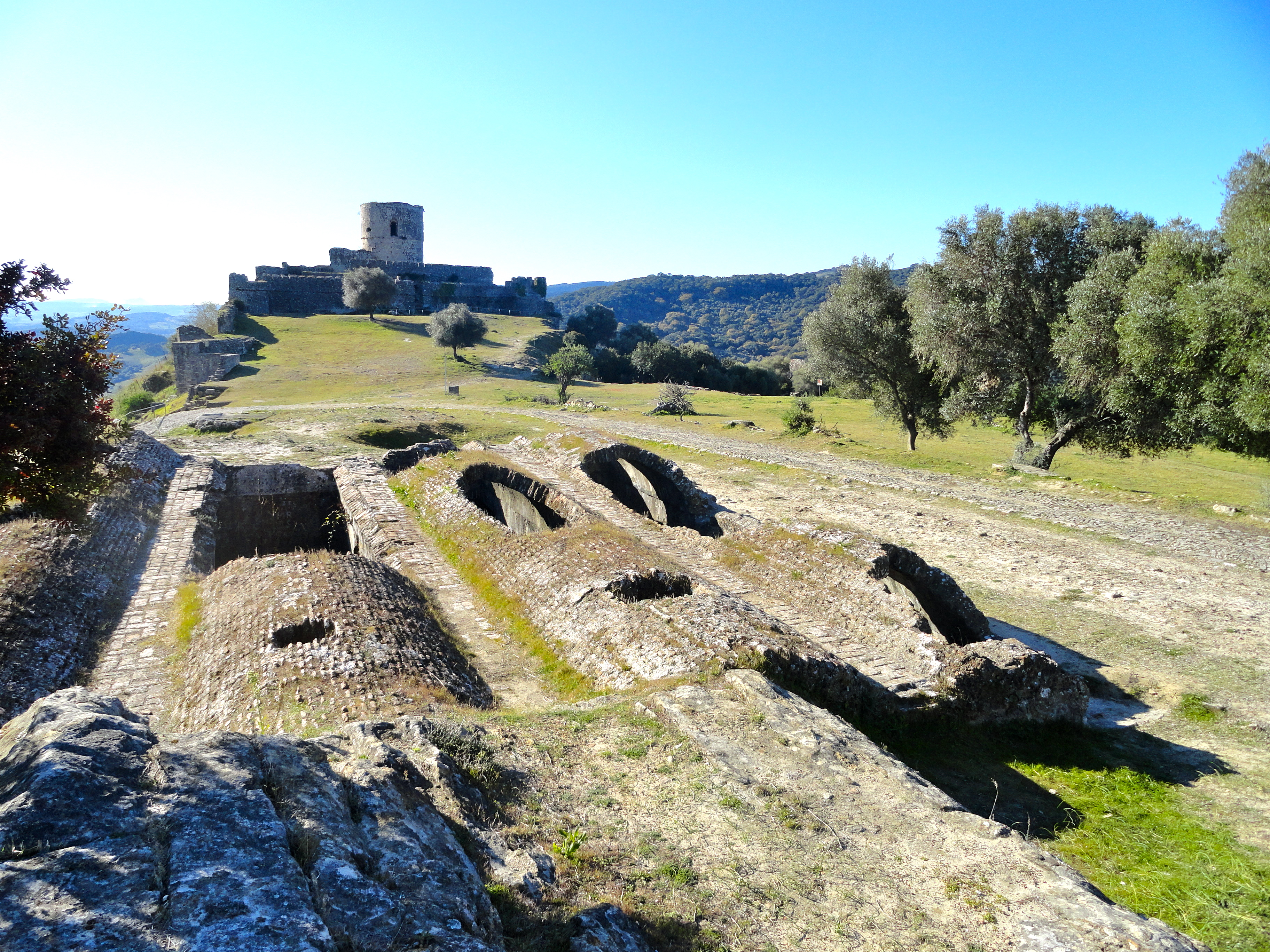
Zisternen, Blick nach Süden
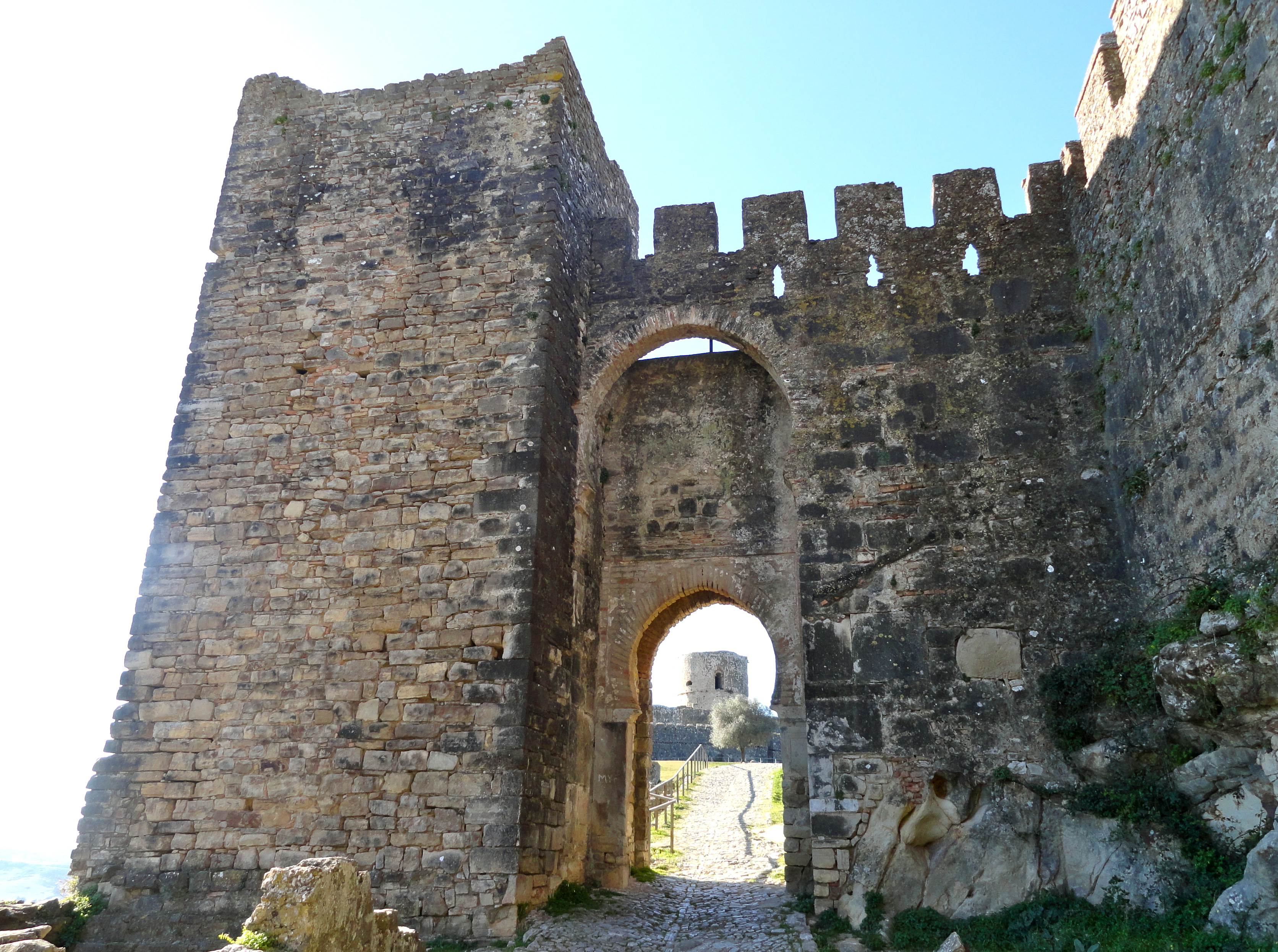
Blick durch das Eingangstor zur Burg